# Carex hashimotoi
Carex hashimotoi är en halvgräsart som beskrevs av Jisaburo Ohwi. Carex hashimotoi ingår i släktet starrar, och familjen halvgräs. Inga underarter finns listade i Catalogue of Life.